# Lolland
Lolland (latin: Lalandia) er Danmarks arealmæssigt fjerdestørste ø med et areal på 1.242,86 km² og 57.174 indbyggere (2024). Lolland er omgivet af Langelandsbælt, Femern Bælt, Østersøen, Guldborg Sund og Smålandsfarvandet. Øen er forbundet til naboøen Falster tre steder og har færgeforbindelser til Langeland og Tyskland. Lolland bliver ofte omtalt sammen med Falster under samlebetegnelsen Lolland-Falster.
Lolland er også kendt som "pandekageøen" på grund af sit flade terræn. Der er meget inddæmmet land på øen, og dens sydlige del er beskyttet af det lollandske dige. De tre største byer er Nakskov på Vestlolland, Maribo, der ligger nogenlunde på midten af øen, og Sakskøbing, der ligger i den nordøstlige del ud til Sakskøbing Fjord. Lolland har sammen med Falster den frugtbareste jord i Danmark, og der er udstrakte landområder med dyrkning af fødevarer. Særligt sukkerroer bliver dyrket på øen og har præget dens kulturlandskab i de sidste 150 år. Der har været fire sukkerfabrikker på øen i alt, hvoraf Nakskov Sukkerfabrik fortsat er virksom.
Lolland har været beboet siden Jægerstenalderen, og der er mange oltidsfund og andre historiske mindesmærker på øen. Den er præget af mange herregårde og andre storgårde, der har haft en mere dominerende rolle i Lollands historie end i de fleste andre landsdele i Danmark og fortsat i dag spiller en stor rolle for øens kulturarv. Lolland har flere store turistattraktioner som Middelaldercentret, Knuthenborg Safaripark, Lalandia og Fuglsang Kunstmuseum. Det årligt tilbagevendende kræmmermarked Dølle har mindst 100.000 besøgende. Hver sommer besøger mange, ikke mindst tyske turister øen.
Selvom andelen af beskæftigede i såvel landbrug som industri på Lolland er større end i det øvrige Danmark, er servicesektoren dog den største aftager af arbejdskraft. Øen har siden anden verdenskrig været præget af tilbagegang i beskæftigelse og indbyggertal, og gennemsnitsindkomsten er under landsgennemsnittet. I 2020'erne er øen præget af det store byggeri af Femern Bælt-forbindelsen og af en satsning på grøn energi, hvor øen er fremtrædende.
Administrativt er Lolland inddelt i to kommuner: Lolland Kommune og Guldborgsund Kommune, der også dækker hele Falster. 

## Navn
Oprindelsen til navnet Lolland er det olddanske lā, der i dag findes som lå i flere stednavne og også kendes i den jyske form lo fra den sønderjyske marsk, sammensat med ordet land. Ordet lå betegner en rende eller smal vig i kysten, hvor tidevandet strømmer frem og tilbage. Lollands kyst var tidligere meget indskåret og rig på disse låer, men de fleste er nu inddæmmede og tørlagte. Den tidligere stavemåde Laaland, Låland, (udtalt med samme forkortelse af å-vokalen som "stråmand", "påstand" osv.) var således tættere på etymologien.

## Geografi og geologi
Lolland afgrænses i vest af Langelandsbælt, i nord af Smålandsfarvandet, i øst af Guldborg Sund og i syd af Femern Bælt. Den er en af Danmarks laveste øer, idet terrænet næsten overalt er fladt og af ringe højde. Som højeste punkt regnes sædvanligvis den vestlollandske Birket Bavnehøj på 30 meter over havet i Ravnsby Bakker, hvilket dog inkluderer en gravhøj på cirka 7 meter. Det næsthøjeste punkt ligger 27 meter over havet ved Bregninge Kirke på Østlolland - også dette punkt befinder sig oven på en gravhøj.
Lolland-Falster hører til den del af landet, hvor den nordiske landhævning efter sidste istid er negativ, således at området gennem årtusinderne er sunket svagt og undertiden geologisk beskrives som en delvis oversvømmet slette. Af isskabte terrænformationer findes en tunneldal fra Sakskøbing Fjord i nord til Bredningen i Guldborg Sund, som afgrænser Guldborgland i nordøst, en anden fra Nakskov til Ravnsby Bakker samt en mindre i forlængelse af Nysted Nor. Maribosøerne er opstået i dødishuller ligesom landskabet ved Ravnsby Bakker, der på grund af den usædvanlige kuperingsgrad undertiden omtales som "De Lollandske Alper".
Jorden er gennemgående meget frugtbar lerjord, og en del af landet, særligt inden for sydkysten fra Nakskov Fjord i vest over den tidligere Rødby Fjord til Errindlev, er inddæmmede og tørlagte havområder. Sydkysten, der er beskyttet af diger, er i modsætning til de øvrige en udligningskyst, der afsluttes af sandodderne Albuen i vest og Hyllekrog i syd.
Nord for Nysted ligger kalklaget højt, og kalken kan brydes.

## Historie
Lolland har været beboet, lige så længe der har været mennesker i Danmark, dvs. siden ca. 12.000 år f.v.t., og der er mange oldtidsfund på øen. Et af de rigeste er Hobyfundet af en stormandsgrav fra jernalderen med mange kostbarheder fra Romerriget. I vikingetiden og den tidlige middelalder var Lolland-Falster og de vendiske områder i det nuværende Nordtyskland i tæt kontakt, og der var adskillige vendiske bosættelser på Lolland, hvilket ses i flere stednavne på -itse. I middelalderen blev øen kristnet, og dens mange kirker blev bygget, ligesom der blev grundlagt fire klostre, hvoraf det vigtigste blev Maribo Kloster. Øens fem købstæder (Nakskov, Rødby, Maribo, Sakskøbing og Nysted) blev også grundlagt i middelalderen med Nakskov som den tidligste og største.
I midten af 1300-tallet, hvor Danmark på grund af gæld var pantsat, hørte Lolland under den holstenske grev Johan den Milde, mens den afsatte konge, Christoffer 2., boede i et hus i Sakskøbing.
I middelalderen blev den sociale struktur for landbefolkningen fastlagt med en række herregårde, der ejede stort set al landbrugsjorden, som herremændene enten selv lod dyrke (hovedgårde) eller fæstede til fæstebønder, som til gengæld skulle yde hoveri (arbejdstjenester) på hovedgården. Der var mange store herregårde på Lolland, og de adelige herremænds dominans var stærkere på Lolland end noget andet sted i landet. I 1446 blev loven Lollands Vilkår således vedtaget på Lollands Landsting, hvor adelens rettigheder blev styrket på bekostning af bøndernes bevægelsesfrihed. Blandt andet blev vornedskabet indført på Lolland som det første sted i riget.
Efter en lang periode med gode konjunkturer blev svenskekrigene i 1658-1660 en katastrofe for øen. Den svenske hær invaderede øen i 1658 ved at gå over isen fra Langeland og vendte tilbage igen året efter, hvor de indtog Nakskov efter en lang og hård belejring. Byen blev ødelagt, og mange andre steder på Lolland plyndret og brændt af. Derefter stagnerede øen i lang tid. Under enevælden blev der oprettet en ny form for adel i form af en række majorater - store godser, hvor besidderne var enten lensgrever, lensbaroner eller stamhusbesiddere. I 1700-tallet blev landboreformerne igangsat, ikke mindst inspireret af den lollandske lensgreve og oplysningsmand C.D.F. Reventlow. Hoveriet blev efterhånden afskaffet, fæstegårde afløst af selveje og gårdene udskiftet. Det varede dog mange årtier, inden reformerne slog helt igennem. På Lolland gav de anledning til fremkomsten af en stor mængde husmænd, der fremover leverede arbejdskraft til herregårdene. Omkring 1800 blev der indført almindelig skolegang, og en stor mængde landsbyskoler blev oprettet - mange af lærerne uddannet fra Vesterborg Seminarium på Vestlolland, der var landets første præstegårdsseminarium.

### Fra 1800-tallet og frem
Lolland og Falster var en del af Odense Stift indtil 1804, hvor Lolland-Falsters Stift blev oprettet. Det gamle tilhørsforhold til Fyn viser sig endnu i områdets dialekt, der sammen med flere andre dialekter er en del af ømål.
I 1800-tallet nød landbruget godt af den lange kornsalgsperiode, der gav gode indkomster. Da den endte, slog dyrkningen af sukkerroer igennem. Lolland oplevede i slutningen af århundredet et stort økonomisk opsving i forbindelse med dyrkning af sukkerroer, der blev påbegyndt i 1873. Den nye afgrøde skabte også en ny infrastruktur omkring sukkerindustrien. I 1872 grundlagde C.F. Tietgen De Danske Sukkerfabrikker, og der blev opført fire sukkerfabrikker på øen i Holeby (1872), Nakskov (1883), Maribo (1896) og Sakskøbing (1910) udover en række saftstationer og et veludviklet net af roebaner. Det meste af øen var fra midten af 1870'erne til slutningen af 1960'erne gennemkrydset af et tæt net af ca. 500 km smalsporede roebaner, der transporterede sukkerroerne til sukkerfabrikkerne og udgjorde landets største industribanesystem. Roedyrkningen førte til indvandring af først svenske og siden polske landarbejdere, hvoraf en del blev permanent bosiddende. Sukkerroer er endnu en af områdets vigtigste afgrøder, og Nakskov Sukkerfabrik er fortsat en stor og vigtig arbejdsplads for området.
I det hele taget blev landbruget og øen i stigende grad mekaniseret, og byerne, især Nakskov, oplevede en vis industrialisering. Jernbaner, dampmaskiner og efterhånden elektricitet og gas holdt deres indtog.
I efteråret 1872 ramtes Lolland og Falster af en usædvanlig voldsom stormflod, idet en flere dage lang vestenstorm, der havde presset vandet sammen i Østersøen, pludselig slog over i en østlig orkan, hvorved en tredjedel af øen kortvarigt oversvømmedes, og 80 mennesker omkom. I de følgende år iværksattes opførelsen af det 63 km lange lollandske dige langs sydkysten og tørlægningen af Rødby Fjord og halvdelen af Nakskov Fjord.
På grund af øens flade og tidligere sumpede terræn var malaria, "lollandsk feber", en udbredt sygdom indtil slutningen af 1800-tallet. De mange inddæmninger og afvandinger gjorde imidlertid øen mindre fugtig og fjernede dermed også sygdommen.
Efter Junigrundloven i 1849 voksede en politisk offentlighed frem i befolkningen. Lolland valgte tre folketingsmedlemmer, og i anden halvdel af 1800-tallet konkurrerede Bondevennerne (senere Venstre) og de nationalliberale (senere Højre) om pladserne. Efter århundredskiftet fik også Det Radikale Venstre og Socialdemokratiet betydelig tilslutning. Især i Nakskov, der havde mange industriarbejdere, blev sidstnævnte parti stærkt. Partiets lokale leder Sophus Bresemann blev i 1914 den første socialdemokratiske borgmester udenfor hovedstaden og gjorde med en række tiltag Nakskov til et af de mest fremtrædende danske eksempler på den såkaldte kommunesocialisme.
I 1919 blev lensafløsningen gennemført, der afskaffede majoraterne, hvoraf de fleste dog fortsatte som almindelige godser. Igennem 1900-tallet skete en kraftig afvandring fra landbruget, der efterhånden kun kunne beskæftige en lille del af øens befolkning. I begyndelsen blev arbejdskraften opsuget af byerne, men fra 1945 begyndte Lollands befolkningstal at falde, og også industriarbejdspladserne blev efterhånden færre, symboliseret med lukningen af øens største arbejdsplads Nakskov Skibsværft i 1987. Lolland fik efterhånden et omdømme som et udkantsted med relativt dårlig økonomi og sociale forhold. Efter 2000 blev det store anlægsbyggeri af Femern Bælt-forbindelsen iværksat, og sammen med aktiviteter indenfor grøn energi, hvor øen er fremtrædende, håber fremtidsplanerne for øen på, at det kan skabe nye arbejdspladser og fremdrift til Lolland.

## Demografi
Lolland havde i 1901 godt 68.000 indbyggere. Frem til 2. verdenskrig steg indbyggertallet, så der i 1945 boede godt 87.000 personer på øen. Derefter har der fundet en afvandring sted i efterkrigstiden. I 2024 havde øen ca. 57.000 indbyggere:
| - 1901 - 68.331 - 1906 - 69.738 - 1911 - 74.063 - 1916 - 78.193 - 1921 - 83.188 - 1925 - 86.544 - 1930 - 87.534 - 1935 - 85.607 - 1940 - 86.307 - 1945 - 87.230 | - 1950 - 86.490 - 1955 - 84.781 - 1960 - 83.170 - 1965 - 81.760 - 1970 - 78.934 - 1976 - 77.957 - 1981 - 77.431 - 1986 - 75.278 - 1990 - 73.191 - 1995 - 71.610 | - 2000 - 70.640 - 2005 - 68.751 - 2010 - 65.764 - 2015 - 60.896 - 2020 - 58.759 - 2024 - 57.174 |

Årsager til affolkningen har været en generel trend i retning af afvandring fra landbruget i hele landet. Desuden har centralisering af sukkerproduktionen haft betydning. Det samme har lukningen af det, der tidligere var øens største arbejdsplads, Nakskov Skibsværft, i 1987. I de lollandske landsogne toppede befolkningstallet allerede i 1930. Øens største by Nakskov havde befolkningsvækst indtil 1960, hvorefter udviklingen vendtes til et fald. I domkirkebyen Maribo har befolkningen været stagnerende siden omkring 1975.
Affolkningen har medført et problem med tomme huse. I 2017 var Lolland Kommune således blandt de fem kommuner i Danmark, der havde flest tomme boliger, nemlig 2,2 pct. af hele boligmassen ifølge en undersøgelse fra Boligøkonomisk Videncenter. Siden 2020 har Lolland og Guldborgsund kommuner sat gang i et nedrivningsprogram for at nedbringe antallet af forladte boliger.

### Byer
De 10 største byer på Lolland er pr. 1. januar 2024:
- Nakskov: 12.445 indbyggere
- Maribo: 5.827 indbyggere
- Sakskøbing: 4.556 indbyggere
- Sundby: 3.233 indbyggere
- Rødby: 1.957 indbyggere
- Rødbyhavn: 1.516 indbyggere
- Holeby: 1.358 indbyggere
- Søllested: 1.365 indbyggere
- Nysted: 1.265 indbyggere
- Toreby: 634 indbyggere

## Erhverv og sociale forhold
I 2020'erne er erhvervslivet på Lolland præget af anlægget af Femern Bælt-forbindelsen, der frem til den forventede færdiggørelse i 2029 er øens største arbejdsplads med periodevis over 3.000 beskæftigede. Samtidig giver forbindelsen efterspørgsel efter en del tilknyttede ydelser fra andre erhverv. Inden anlægget for alvor gik i gang, var Scandlines med færgeoverfarten Rødby-Puttgarden, Vestas' afdeling i Nakskov og Lalandia ved Rødby øens største private arbejdspladser.
Andelen af beskæftigede i primære erhverv (i praksis landbrug) er noget højere end i Danmark som helhed, men dog kun en meget lille del af den samlede beskæftigelse: 5,8 % i Lolland Kommune og 4,1 % i Guldborgsund Kommune (2019). Lolland har traditionelt været domineret af store godser, og øens landbrug er stadig gennemgående meget store. På Lolland-Falster var bedriftsstørrelsen i 2020 i gennemsnit dobbelt så stor som på Sjælland. Blandt de store brug er Aalholm Slot I/S og Krenkerup Gods. Sukkerroer, som har præget øen i halvandet århundrede, er fortsat i 2020'erne en vigtig afgrøde. Lolland Kommune er den danske kommune, der har det største areal til sukkerroer, og Guldborgsund har det næststørste. Sukkerroedyrkningen er dog mekaniseret og automatiseret, så den modsat tidligere ikke giver meget beskæftigelse i landbrugserhvervet. Nakskov Sukkerfabrik, der fortsat en af øens større arbejdspladser, tæller som en industrivirksomhed i statistikkerne. Roedyrkning er mere sårbart overfor ukrudt end f.eks. korn, og derfor blev Lolland og Falster i en rapport fra Aarhus Universitet fra starten af 2015 nævnt som det sted i Danmark, hvor der blev brugt flest sprøjtemidler. Udover sukkerroer er byg og hvede de vigtigste afgrøder. Samtidig er der flere større gartnerier og frugtplantager på øen. Desuden er der i blandt andet Holeby en specialiseret virksomhed i forædling og produktion af frø til eksport.
Industriens andel af beskæftigelsen er i Lolland Kommune relativt høj, men udgør dog ikke mere end 13 %. Heraf udgør maskin- og metalindustrien den største del, hvor Vestas' og Alfa Lavals afdelinger i Nakskov er de største arbejdspladser. Nakskov Sukkerfabrik, Ortofon, der laver høreudstyr, Crispy Foods morgenmadsfabrik (det tidligere OTA Solgryn) og Codan Medical i Rødbyhavn er andre store industrivirksomheder.
Den største del af beskæftigelsen finder som i resten af Danmark dog sted i servicesektoren. Udover de offentligt ansatte og transportvirksomheder (ikke mindst Scandlines) er det blandt andet pengeinstituttet Lollands Bank med hovedsæde i Nakskov samt virksomheder i turistbranchen som Lalandia og Knuthenborg Safaripark.

### Sociale forhold
Ledigheden er siden omkring 2020 lav på Lolland som i resten af landet, men andelen af befolkningen, der er i beskæftigelse, er noget lavere end i resten af landet. Det skyldes især, at antallet af folkepensionister og førtidspensionister er ret højt på Lolland. Børn og unge fylder omvendt mindre i Lollands befolkning end på landsplan. Det gennemsnitlige indkomst- og uddannelsesniveau er ligeledes lavere end i Region Sjælland og Danmark som helhed.

## Infrastruktur og transport
Øen er forbundet med naboøen Falster tre steder: Guldborgsundbroen ved Guldborg, Guldborgsundtunnelen og Frederik d. 9's Bro ved Nykøbing Falster. Sydmotorvejen, der går gennem Guldborgsundtunnelen, går hele vejen til Rødbyhavn via Sakskøbing og Maribo. Primærrute 9 forbinder øen fra Tårs i vest forbi Nakskov og helt til Sundby og videre til Nykøbing Falster i øst.
Det er planlagt, at den kommnede tunnel Femern Bælt-forbindelsen fra 2029 vil give hurtig adgang fra Rødbyhavn til Puttgarden for tog og biler, sidstnævnte som en fortsættelse af Sydmotorvejen. I øjeblikket driver Scandlines færgeruten Rødby-Puttgarden. Desuden findes Spodsbjerg-Tårs, der afgår fra Tårs på det vestligste Lolland til Spodsbjerg på Langeland. Fra den lille havneby Kragenæs afgår færger til Fejø og Femø, og fra Bandholm kan der sejles til Askø med selskabet Lolland Færgefart, der drives af Lolland Kommune.
Lollandsbanen går fra Nakskov til Nykøbing Falster med stop i Maribo, Sakskøbing og fem andre byer. Tidligere fandtes flere jernbaner på øen, bl.a. Maribo-Bandholm Jernbane, der i dag er museumsbane, og Stubbekøbing-Nykøbing-Nysted Banen, der blev nedlagt ad flere omgange.

## Administration
Efter kommunalreformen i 2007 indgår den vestlige og centrale del af øen i Lolland Kommune, mens den østlige del sammen med Falster udgør Guldborgsund Kommune.

## Kultur
Lolland har en økonomisk og kulturel dobbelthed, idet øen på én gang associeres med lukkede arbejdspladser og sociale problemer og samtidig med en rig historie med blandt andet mange oldtidsminder, storslåede landbrugsmiljøer og herregårde. Flere af disse rummer i dag museer for øens kulturarv. Det gælder således Reventlow-Museet Pederstrup og Museum Polakkasernen, oprindelig opført af godset Lungholm. Herregården Fuglsang var i 1800-tallet et refugium for danske kunstnere som Oluf Hartmann, og i dag ligger Fuglsang Kunstmuseum med dansk kunst fra 1700-tallet frem til i dag, herunder også store lollandske kunstnere som Olaf Rude, Richard Winther og Johannes Wilhjelm, på herregårdens tidligere område. Richard Winther har desuden sit eget museum i Vindeby.
Spredt ud over Lolland er en række skulpturer og installationer i det offentlige rum, såvel i Lolland Kommune som Guldborgsund Kommune. En af de mest monumentale er Dodekalitten ved Kragenæs. Andre eksempler er en række skulpturer af Victor Kvedéris og John Kørner i bl.a. Nakskov.
Der er et omfattende foreningsliv med ca. 450 registrerede foreninger alene i Lolland Kommune, eksempelvis Lolland-Falster Lovestorm og Lolland-Falsters Historiske Samfund. Blandt idrætsforeningerne er Maribo Kajakklub, hvor blandt andet OL-medaljevinderne René Holten Poulsen og Emma Aastrand Jørgensen var medlemmer, en af landets dominerende indenfor sin sportsgren. I fodbold har øens bedst placerede fodboldklub været Nakskov Boldklub (i dag FC Nakskov), der spillede 48 sæsoner i Danmarksturneringen, men i dag ligger i Sjællandsserien. Frem Sakskøbing fik kortvarig landsdækkende berømmelse, da klubbens fodboldhold i 1960 spillede sig frem til finalen i Landspokalturneringen. I håndbold er Team Sydhavsøernes herrehold med hjemmebane i Maribo, der spiller i 1. division, øens højstplacerede hold.
En række forfattere kommer fra Lolland og har på forskellig vis berørt øen: Emil Aarestrups Hus i Nysted er museum for digteren og bysbarnet Emil Aarestrup. Kaj Munks berømte sang Den blaa Anemone fra 1943 beskriver blomsten, der normalt kun trives i næringsrig jord, som et kærtegn fra hans fødeø. Hilmar Wulff voksede op i Nakskovs arbejdermiljø og har blandt andet beskrevet de polske roearbejderes vilkår i trilogien "Vejen til Livet", "Livets Brød" og "Forjættelsens Dag". Senere har Helle Helle i blandt andet romanen Rødby-Puttgarden samt Henrik Hohle Hansen, Lisbeth Zornig Andersen, Peder Frederik Jensen og Bent Vinn Nielsen behandlet livet i Udkantsdanmark på Lolland.
Lolland har haft tre markante aviser: Den ældste, den konservative Lolland-Falsters Stifts-Tidende, der startede i 1806, Venstre-avisen Lollands Tidende i Nakskov fra 1868 til 1972, og Lolland-Falsters Social-Demokrat fra 1901, der fra 1950 havde navnet Ny Dag og fra 1972 blev øens eneste avis. Den fik dog konkurrence fra Folketidende i Nykøbing Falster og lukkede i 1994. Derefter blev Folketidende, der i dag har lokalredaktioner i Maribo og Nakskov, øens lokale dagblad. Avisen er en af meget få tilbageværende økonomisk selvstændige lokale danske dagblade. Bladhuset bag den ejer desuden Radio SydhavsØerne, den mest populære kommercielle radiostation på Lolland-Falster. På fjernsynsområdet dækkes Lolland af DR Sjælland i Næstved og TV2 Øst i Vordingborg.

## Turisme
Lolland besøges hvert år af mange turister fra både ind- og udland. Særligt tyske gæster frekventerer Lolland som følge af den tætte placering. Lolland har mange lystbådehavne, sandstrande og cykelruter, heriblandt paradisruten, der går fra Nakskov langs sydkysten til Nysted og nordpå til Nykøbing Falster.
Blandt de største turistattraktioner på øen er Middelaldercentret i Sundby tæt ved Nykøbing Falster. Museet skildrer dansk middelalderkultur omkring år 1400 og er opbygget som en del af en typisk dansk købstad med håndværk, ridderturneringer og krigsvåben. Feriecenteret Lalandia ligger i Rødby som det oprindelige af koncernens nu tre feriecentre med bl.a. vandland og minigolf. Knuthenborg Safaripark nord for Maribo er Nordeuropas største safaripark med en stor mængde dyr fra hele verden. Det tidligere nævnte Fuglsang Kunstmuseum, hvis arkitektur også er prisbelønnet, tiltrækker desuden i stigende grad udenlandske, især tyske, turister.
Spredt ud over øen ligger flere mindre museer som bl.a. Stiftsmuseet Maribo, frilandsmuseet De gamle Huse i Maribo, Reventlow-Museet på herregården Pederstrup samt Nakskov Skibs- og Søfartsmuseum, Danmarks Sukkermuseum og Det Gamle Trykkeri ligger alle tre i Nakskov.
Danmarks næststørste jættestue, Kong Svends Høj, ligger umiddelbart nord for Pederstrup og er en af de mest kendte jættestuer i Danmark. Birket Bavnehøj er med en højde på 7 m og 37 m i diameter en af største bronzealderhøje i Danmark.
Hvert år afholdes kræmmermarkedet Dølle (tidligere Døllefjelde-Musse Marked) ved Døllefjelde på Østlolland. Markedet besøges af over 100.000 gæster. Den årlige musikbegivenhed Whitsun Festival finder sted på herregården Christianssæde pinsesøndag.
Fra 2009-2018 blev der afholdt middelaldermarked i Nysted.